# Бородатка
Борода́тка (лат. Pogónia) — род многолетних травянистых растений, включённый в трибу Бородатковые (Pogonieae) семейства Орхидные (Orchidaceae).

## Название
Научное название рода происходит от др.-греч. πωγωνίας — «бородатый». Оно было впервые употреблено французским ботаником Антуаном Лораном де Жюссьё в 1789 году.

## Ботаническое описание
Представители рода — многолетние травянистые растения, иногда суккулентные. Корневище приподнимающееся, цилиндрическое, с мясистыми, обычно многочисленными корнями. Лист одиночный, овальной или продолговато-яйцевидной формы, расположенный в середине стебля.
Цветок одиночный, на конце стебля, заметный. Чашечка состоит из свободных, почти равных чашелистиков. Венчик из более коротких и широких, чем чашелистики, лепестков, с цельной или неясно трёхдольчатой губой с бахромчатым, «бородатым» краем. Колонка расширенная на верхушке. Поллинии без каудикулы. Рыльце пестика уплощённое.
Плод — прямая коробочка.

## Ареал
Три или четыре вида рода распространены в Восточной Азии, один произрастает только в Северной Америке.

## Таксономия
|  |                                      |  |                                                         |                                                         |                    |  | ещё 13 семейств (согласно Системе APG III) |                     |                     |           |
|  |                                      |  |                                                         |                                                         |                    |  |                                            |                     |                     | 4—5 видов |
|  |                                      |  |                                                         | порядок Спаржецветные                                   |                    |  |                                            |                     | род Бородатка       |           |
|  |                                      |  |                                                         | порядок Спаржецветные                                   |                    |  |                                            |                     | род Бородатка       |           |
|  | отдел Цветковые, или Покрытосеменные |  |                                                         |                                                         | семейство Орхидные |  |                                            |                     |                     |           |
|  | отдел Цветковые, или Покрытосеменные |  |                                                         |                                                         |                    |  |                                            |                     |                     |           |
|  |                                      |  | ещё 58 порядков цветковых растений (по Системе APG III) | ещё 58 порядков цветковых растений (по Системе APG III) |                    |  |                                            | ещё около 880 родов | ещё около 880 родов |           |
|  |                                      |  |                                                         | ещё 58 порядков цветковых растений (по Системе APG III) |                    |  |                                            |                     | ещё около 880 родов |           |

### Виды
- Pogonia japonica Rchb.f., 1852 — Бородатка японская
- Pogonia minor (Makino) Makino, 1909
- Pogonia ophioglossoides (L.) Ker Gawl., 1816
- Pogonia yunnanensis Finet, 1897